# Cavalcapoggio
Il cavalcapoggio è una sistemazione agraria (sistemazioni di colle) che si attua su pendii  non troppo inclinati né eccessivamente irregolari che si pone come forma intermedia tra il girapoggio e il rittochino. 

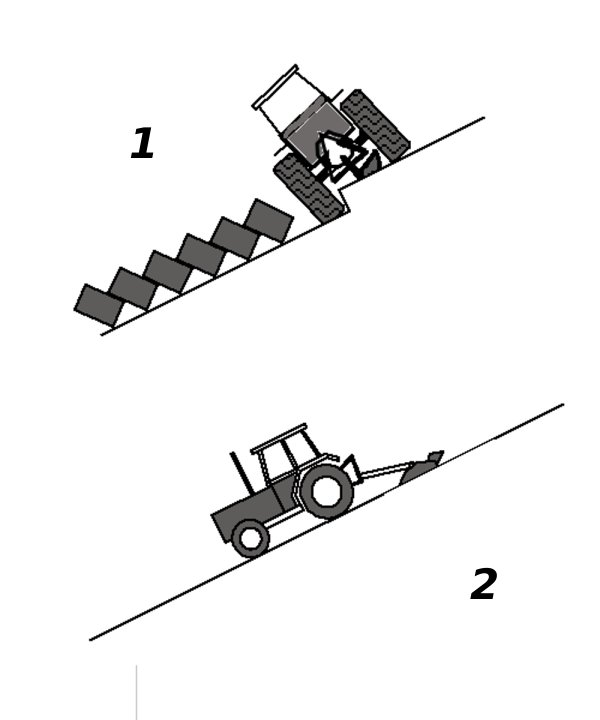
Aratura su terreni declivi
1. In quota
2. A rittochino L'aratura a cavalcapoggio risulta troppo complessa

 Nel giropoggio le lavorazioni seguono le curve di livello, nel rittochino sono perpendicolari ad esse e seguono le linee di massima pendenza. Il cavalcapoggio viene realizzato invece scavando fosse camperecce che  cavalcano i dossi (o poggi)  e scendono sul fondo  delle vallecole  e  s'immettono in un collettore posto nei punti di depressione.
I campi sono disposti in direzione normale alle linee di massima pendenza. Essi nella rappresentazione cartografica hanno una forma rettangolare  tuttavia presentano un
andamento sul terreno in relazione al fianco della collina. In terreni troppo accidentati il cavalcapoggio non riesce ad eliminare i difetti del rittochino.
L'avvento della meccanizzazione agraria ha determinato il quasi totale abbandono del cavalcapoggio perché i trattori lavorano in condizioni migliori sulle linee di massima pendenza. Il cavalcapoggio è tuttora presente nella viticoltura.